# Brændevin
Brændevin er en gammel nordisk betegnelse for en destilleret alkoholisk drik. Cognac hed fx i 1600-tallet: Fransk brændevin. Mere præcist bruger vi i dag betegnelserne akvavit eller snaps. Produktet er destilleret fra en gæret væske brygget på kartofler eller malt (spiret korn), og krydret med forskellige urter. Drikken, som fremkommer ved destillationen, fortyndes evt med vand og ender i de fleste tilfælde på omkring 35-45% alkohol.

## Akvavit
Ifølge lov af 29. marts 1969[kilde mangler] er en af betingelserne for, at snaps (akvavit) beskattes lavere end andre spirituosa, at den ikke under nogen form benævnes brændevin. For at noget må kaldes akvavit eller aquavit skal følgende regler overholdes:
- Akvavit eller aquavit er spiritus med kommen- og/eller dildsmag, der er aromatiseret ved anvendelse af et urte- eller krydderidestillat.
- Akvavit eller aquavit har et minimumsalkoholindhold udtrykt i volumen på 37,5 %.
- Der kan tillige anvendes andre naturlige aromastoffer og/eller naturidentiske aromastoffer[2], men de pågældende drikkevarers aroma skal for en stor dels vedkommende hidrøre fra destillater af kommen (Carum carvi L.) og/eller dildfrø (Anethum graveolens L.), og tilsætning af essensolier er forbudt.
- Bitterstoffer må ikke påvirke smagen afgørende; tørstofindholdet må ikke overstige 1,5 g/100 ml.

## Etymologi
Ordet brændevin stammer fra det tyske Branntwein.
Betegnelsen akvavit stammer fra latin, aqua vitae, "livets vand". Samme betydning har det franske eau-de-vie og det skotske whisky og det irske/amerikanske whiskey.
Den tidligst kendte danske reference til akvavit stammer fra 1531 i et brev fra lensmanden på Bergenhus Eske Bille til Olav Engelbretsson, den sidste katolske ærkebiskop i Norge. Med brevet fulgte en pakke 
| Citat | Aqua Vite som kan virke helbredende over for alle mulige sygdomme som haves, både indvendig og udvendig. | Citat |
|       | |       |

Mange danskere drikker snapsen iskold, men det reducerer smagen. Andre foretrækker den kælderkold eller ved stuetemperatur.

## Brændevinsmærker
Denne liste er ufuldstændig; hjælp gerne med at udfylde den.

### Norden

#### Danmark
- Frost Klar Akvavit Bornholm
- Blond Gylden Akvavit Bornholm
- Blå Aalborg
- Bornholmer Akvavit
- Brøndums
- Brøndum Kummenaquavit
- Brøndums Snaps Klar
- Harald Jensen Akvavit
- Honningsyp hønnusyp
- Rød Aalborg
- Skagens Snaps
- Aalborg Dild
- Aalborg Export
- Aalborg Extra
- Aalborg Gylden Høker
- Aalborg Havstryger
- Aalborg Jubilæum
- Aalborg Jule
- Aalborg Klar Høker
- Aalborg Krone
- Aalborg Porse
- Aalborg Stjerne
- Aalborg Taffel Akvavit – Rød Aalborg
- Emma Brøndum

#### Finland
- Koskenkorva Viina

#### Færøerne
- Lívsins vatn

#### Island
- Brennivín – kaldet Svarta Dauðinn
- Brennivín Jólasnafs – Islandsk julesnaps.
- Hvannarótur Brennivín - krydret med roden af planten Kvan, let bitter.
- Geyser Akvavit er blot et dansk salgsnavn navn for Brennivín.

#### Norge
- Drammens Aquavit
- Gammel Porsgrund
- God Gamal Smaladram
- Hammer Gylden Aquavit
- Gilde Taffel
- Gilde Non Plus Ultra
- Linie Aquavit
- Lysholm nr.
- Lysholm Linie
- Lysholm Trondhjems Aquavit
- Løiten Export
- Løiten Aquavit
- Løiten Linie Aquavit
- Løitens Sommer Aquavit
- Morsa Aquavit
- Norsk Lutefisk Akevitt
- Oplandske Gammel
- Oplandske Gammel Reserve
- Simers Taffel Aquavit
- Simers Oslo Akevitt
- Skipper Worse
- Ystads akevitt

#### Sverige
- Brännvin Special
- Bäska Droppar
- Gammal Norrlands Akvavit
- Hallands Fläder
- Herrgårds Aqavit
- Hjärtansfröjd
- Läckö Slottsaquavit
- Nyköpings Brännvin
- O.P. Anderson
- Porsbrännvin
- Rånäs Brännvin
- Skåne Akvavit
- Stockholm Aquavit
- Svart Vinbärs Brännvin
- Tällbergs Festbrännvin
- Årsta Brännvin
- Ödåkra Taffelaqvavit
- Östgöta Sädes Brännvin
- Överste Brännvin

### Europa

#### Tyskland
- Bommerlunder
- Malteserkreuz Aquavit